# Гладиус
Гладиус (на латински: gladius) е къс римски меч, заимстван от испанския gladius hispaniensis след края на Втората Пуническа война. Оръжието е изработено от желязо или стомана и разполага със стесняващо се към върха половин-метрово острие, а дръжката на ефесът се изработва от бронз или слонова кост. Носи се от римските легионери в ножница на ремък (balteus), преметнат през лявото рамо. Така мечът стои на десния хълбок и войникът може да го извади, без да променя положението на щита scutum. Така бойната ръкопашна техника на римляните след реформите на Гай Марий се изразява в това да мушка врага иззад прикритието на големите си щитове.
През I век гладиусът претърпява някои технически изменения – дължината му намалява от 55 до 45 см, а острието му се видоизменя в такова с паралелни краища, а заострената част става по-къса. Познати са няколко разновидности на гладиуса, различавали се по дължината си и дължината на върха, а също така и по произхода си. Най-дълъг е тип „Майнц“ /55 см./, с връх от 6,25 до 7,5 см. Тип „Фулъм“ бил с по-тънко острие, а скъсяващата се част била по-дълга. Тип „Помпей“ е най-разпространен – дължина на острието 45 см, а върхът – най-къс – 5 см. Както подсказва названието му, мечът гладиус е използван от гладиаторите в гладиаторски битки. . След II век гладиусът постепенно е заменен във въоръжението на легионерите от спатата. Дръжката от слонова кост е била предназначена за войниците с по висок ранг, командващи взводове и отделения. Ножницата / канията също е била по богато украсена от тази на редовите войници.
- Gladius hispaniensis, прототип на римския гладиус
- Легионер с гладиус, възстановка
- Дървен тренировъчен гладиус, наречен рудис